# 涵養
水文学において涵養（かんよう）、または地下水涵養は、地表水（降水を主としてほかにも、湖沼水・河川水、貯水池・雨水浸透ますなどの水、その他）が地下浸透して帯水層に水が供給されること。その供給源を涵養源、供給元となっている河川域を涵養域（英語 recharge area）という。
対義語としては「流出」あるいは「湧出」を用いる。涵養の起こる場所は「涵養域（かんよういき）」といい、対して、流出・湧出の起こる場所は「流出域」もしくは「湧出域」という。こちらの語意でも用いるのは日本語だけで、中国語では「地下水補給」などという。現代日本語の公文書等では「涵」の字を「かん」とし混ぜ書きすることがある（用例：水源かん養保安林）。英語では "groundwater recharge" などという。
河川や湖沼といった地表水・表流水に水が加わってもそれを「涵養」とは呼ばない。

## 語源
一般に、自然に水が沁み込むのと同じように、無理をしないで少しずつ教え養うことを涵養と言う。「涵」の字義は「ひたす（浸す）」。初出は『陳書 沈炯伝』真愚稿（1422年頃か）。用例を挙げるならば、「徳性を涵養する」「読書力を涵養する」。今でも用いているのは日本語だけで、おおもとの中国語ではこの熟字をこの語意では用いない。なお、現代日本語において、「涵」の字は常用漢字表外字のため、公文書等では交ぜ書きで「かん養」と表記する。

## 人工的涵養
帯水層への自然状態での涵養量が少なく、地盤沈下や、河川基底流量減少、湧水枯渇などの対策を行うため、人為的に帯水層への涵養を行うことがある。
人為的な涵養方法は、以下の方法がある。
- 涵養井（かんようせい、Recharge well）または注入井（ちゅうにゅうせい、Injection well）
  - 供給させたい対象の帯水層に井戸を設置し、直接、水を供給する。酸素を多く含む水を注入させるため、孔内または井戸近傍の帯水層内に沈殿物がたまりやすい。
- 休耕田・農閑期・非灌漑期の水田の湛水
  - 涵養される量は土壌の浸透能によって制限されるため、長期間、広い土壌面積に対して水面を形成しておくことが良いとされる。休耕田に水を溜めることで、自然の降雨と同じように涵養できる。

## 涵養量の推定
直接測定することができないため、地表の水量の時間変化を測定し、その量から蒸発散量を差し引くことで推定している。